# Marco Galli
Marco Galli (Como, 1619 - Roma, 24 de julho de 1683) foi um cardeal do século XVII

## Biografia
Nasceu em Como, 1619. Seu sobrenome também está listado como Gallio e Gallo. Da família dos condes de Alvito. Parente do Cardeal Tolomeo Gallio (1565).
Obteve o doutorado em utroque iure, tanto em direito canônico quanto em direito civil.
Governador de Ascoli, Perugia, Ancona e Macerata. Referendário dos tribunais da Assinatura Apostólica da Justiça e da Graça. Protonotário apostólico de numeroparticipium . Secretário do SC de Ritos. Secretário do SC do Índice. Prefeito da Úmbria e della Marca no pontificado do Papa Alexandre VII.
Eleito bispo de Rimini em 13 de janeiro de 1659. Consagrado em 26 de janeiro de 1659, igreja de S. Maria in Vallicella, Roma, pelo Cardeal Federico Sforza. Nomeado núncio em Colônia, de 9 de outubro de 1659 até 1666. Nomeado vice-regente de Roma, de julho de 1666 até fevereiro de 1667. Consultor do SC da Inquisição Romana e Universal. Juiz de causas e executor dos decretos do SC da Visita Apostólica, 27 de agosto de 1666. Nomeado núncio em Nápoles, 19 de fevereiro de 1668; ocupou o cargo até 1671.
Criado cardeal sacerdote no consistório de 1º de setembro de 1681; recebeu o chapéu vermelho e o título de S. Pietro in Montorio, em 17 de novembro de 1681. O papa pretendia nomeá-lo legado em Bolonha, mas o cardeal Galli morreu antes que a nomeação pudesse ocorrer.
Morreu em Roma em 24 de julho de 1683, de apoplexia, perto das 4 horas da manhã, no palácio Bonelli, praça de Ss. XII Apostoli, Roma, onde residia. Exposto na igreja de S. Maria della Scala, Roma, onde ocorreu o funeral em 26 de julho de 1683, e sepultado à tarde nessa mesma igreja.